# Communauté de communes Cère et Rance en Châtaigneraie
La Communauté de communes Cère et Rance en Châtaigneraie est, depuis le 1er janvier 2017, une ancienne communauté de communes française, située dans le département du Cantal et la région Auvergne-Rhône-Alpes.

## Historique
La communauté de communes Cère et Rance en Châtaigneraie existe officiellement depuis le 23 décembre 1999, remplaçant le SIVOM du canton de Saint-Mamet. Elle était alors composée de 10 communes. En 2001, La Ségalassière rejoint l'intercommunalité et en 2006, Saint-Saury (12 communes).
Le 1er janvier 2016, les communes de Pers et du Rouget fusionnent pour constituer Le Rouget-Pers.
Le 7 mars 2016, la commission départementale de coopération intercommunale du Cantal, réunie pour examiner le projet de schéma départemental de coopération intercommunale, propose, après examen des amendements, de fusionner la communauté de communes Cère et Rance en Châtaigneraie avec les communautés de communes Entre deux lacs, des Pays de Maurs et de Montsalvy.
Elle fusionne au sein de la communauté de communes de la Châtaigneraie Cantalienne le 1er janvier 2017.

## Territoire communautaire

### Géographie
Elle est située dans le sud-ouest du Cantal.

### Composition
Elle regroupait 11 communes :
| Nom                             | Code Insee | Gentilé      | Superficie (km2) | Population (dernière pop. légale) | Densité (hab./km2) |
| ------------------------------- | ---------- | ------------ | ---------------- | --------------------------------- | ------------------ |
| Saint-Mamet-la-Salvetat (siège) | 15196      | Mametois     | 51,49            | 1 544 (2014)                      | 30                 |
| Cayrols                         | 15030      | Cayrolais    | 9,22             | 287 (2014)                        | 31                 |
| Marcolès                        | 15117      | Marcolésiens | 52,89            | 583 (2014)                        | 11                 |
| Omps                            | 15144      |              | 12,62            | 354 (2014)                        | 28                 |
| Parlan                          | 15147      | Parlanais    | 24,12            | 396 (2014)                        | 16                 |
| Roannes-Saint-Mary              | 15163      | Roannais     | 36,29            | 1 057 (2014)                      | 29                 |
| Le Rouget-Pers                  | 15268      |              | 24,28            | 1 237 (2018)                      | 51                 |
| Roumégoux                       | 15166      | Roumegouzols | 13,29            | 309 (2014)                        | 23                 |
| Saint-Saury                     | 15214      |              | 30,11            | 196 (2014)                        | 6,5                |
| La Ségalassière                 | 15224      | Papillons    | 6,57             | 120 (2014)                        | 18                 |
| Vitrac                          | 15264      | Vitraires    | 17,88            | 257 (2014)                        | 14                 |

### Démographie
| 2011 | 2012  | 2013  | 2015 |
| ---- | ----- | ----- | ---- |
| -    | 6 311 | 6 346 | -    |

## Administration

### Siège
Le siège de la communauté de communes Cère et Rance en Chataîgneraie était situé à Saint-Mamet-la-Salvetat.

### Les élus
Son conseil communautaire se composait de 30 membres représentant chacune des communes membres et élus pour une durée de six ans.
Ils sont répartis comme suit :
| Nombre de délégués | Communes                                |
| ------------------ | --------------------------------------- |
| 1                  | Roumégoux, Saint-Saury, La Ségalassière |
| 2                  | Cayrols, Omps, Parlan, Vitrac           |
| 3                  | Marcolès                                |
| 4                  | Roannes-Saint-Mary                      |
| 6                  | Le Rouget-Pers, Saint-Mamet-la-Salvetat |

### Présidence
Le président était Christian Montin, maire de Marcolès, assisté d'un bureau communautaire de treize membres comprenant cinq vice-présidents